# Rivolta di Carausio
Sotto il nome di Rivolta di Carausio si intende la formazione di un movimento separatista nella Britannia Romana, messo in atto dall'usurpatore Carausio, e che causò la nascita della tetrarchia.

## Carausio
Nel 286, Cesare Massimiano, co-imperatore e omologo di Augusto Diocleziano aveva ricevuto in comando la parte occidentale della Britannia Romana, la quale presentava gravi problemi, il principale dei quali fu la rivolta dei Bagaudi, repressa facilmente. Nella guerra si era distinto un certo Carausio che, secondo la Historia Augusta, era di umili origini, figlio del mercenario Menapo. Massimiano, dopo averlo nominato capo della flotta, gli assegnò l'incarico di pattugliare e ripulire i mari dalla minaccia dei pirati Franchi, incarico portato a termine con abilità.

### Massimiano tenta di assassinarlo
Ma all'improvviso Massimiano prese la decisione di ucciderlo, i cui motivi sono storicamente sconosciuti. l'Historia Augusta afferma che fosse per la sua abitudine di prendere per sé il bottino dei pirati, o forse anche per essere addirittura d'accordo con essi, anche se non è improbabile che Massimiano abbia voluto sbarazzarsi di un personaggio ingombrante qual era appunto Carausio. In ogni modo, il comandante sfuggì all'attentato e tornò in Britannia dove si dichiarò Augusto.

### Carusio venne nominato imperatore
Lì convinse le tre legioni in stanza nell'isola a dichiararlo imperatore; inoltre sembrava disporre dell'alleanza dei Franchi del re Gennobaude, il quale gli fornì innumerevoli mercenari con i quali iniziò a compiere scorrerie nella Gallia per costringere i Romani a combattere su più fronti. Sembra che i Franchi e i Sassoni, suoi alleati, abbiano saccheggiato il corso superiore del Reno, la Batavia e abbiano tentato l'invasione della Gallia centrale venendo però respinti da Massimiano, che guadagnò così il titolo di Germanicus Maximus. Intanto, Carausio costruiva una zecca dove fece coniare numerose monete di qualità superiore a quelle imperiali e, per aumentare il suo esercito, si dichiarò Imperatore della Britannia, sposando lo spirito separazionista dei Britanni. Inoltre, fece costruire una flotta forte e numerosa con la quale invase la Gallia del Nord, proprio mentre Massimiano, pressato dalla situazione, si dichiarò Augusto.

## Massimiano
Massimiano decise allora di chiamare in suo aiuto il collega Diocleziano, con il quale concordò una precisa azione contro l'usurpatore. Massimiano iniziò la guerra contro le tribù renane alleate di Carausio. Agì inizialmente contro i Burgundi e gli Alemanni, che respinse. Si racconta di un'azione contro alcuni barbari che avevano passato il Reno: Massimiano, toltasi la tunica e indossata la corazza, mosse contro i barbari e li sconfisse in un luogo imprecisato, celebrando poi il trionfo. Successivamente sconfisse i Burgundi e gli Alemanni in una terribile terra bruciata, ed è possibile (anche se non accennato dalle fonti) che in verità le operazioni si limitassero a delle scaramucce, che ebbero comunque l'effetto sperato.
Poi decise di affrontare gli Eruli, e li sconfisse in una sola battaglia. Secondo la Historia Augusta l'imperatore vi partecipò direttamente, ma non ci sono prove in tal senso. Tra il 287 ed il 288, Massimiano e Diocleziano invasero la Germania, l'uno dirigendosi verso la regione degli Agri Decumates e l'altro verso la Rezia: la campagna fu vittoriosa, concludendosi con l'annessione di un territorio piuttosto vasto. Rimanevano ora i Franchi, che controllavano gli estuari del Reno, ma il prefetto del pretorio, Flavio Costanzo, condusse una campagna militare che lo portò verso il Mare del Nord, e che terminò con un trattato di pace con i Franchi. Nel 289 venne organizzata una spedizione contro Carausio, ma l'attacco fallì, probabilmente per una tempesta.

## Costanzo Cloro
Il fallimento della spedizione scoraggiò Massimino, il quale strinse un accordo di pace con Carausio. Diocleziano, però, non accettò la capitolazione del collega, realizzando il fatto che due imperatori non erano sufficienti a tenere unito l'Impero. Decise quindi di far nominare due Cesari, e che questi ultimi fossero di provata esperienza: Massimiano scelse Costanzo e Diocleziano scelse Galerio. Costanzo Cloro ben cominciò il suo compito con alcune vittorie in Gallia settentrionale, che poi conquistò del tutto nel 293 . In quello stesso momento i Franchi attaccarono Costanzo Cloro, il quale riportò delle vittorie, sia presso gli estuari del Reno, che in Batavia, che probabilmente riconquistò, espellendo i Franchi. Grazie a questa vittoria ricevette il titolo di Germanicus Maximus. Intanto in Britannia le cose erano cambiate: uno dei generali di Carausio, Alletto, forse il suo tesoriere, lo uccise e ne assunse il titolo, ma si rivelò un incapace: nel 296 Costanzo diede inizio all'invasione. Al comando vi era il prefetto del pretorio, Giulio Asclepiodoto, che sconfisse e uccise in battaglia Alletto nel corso della Battaglia di Londinium del 296. Poco dopo Costanzo Cloro entrò a Londra, accolto come un liberatore.

## Conseguenze
Con la morte di Carausio la Britannia tornò sotto il dominio Romano, e la tetrarchia venne assunta come forma di governo stabile fino alla morte di Diocleziano e all'ascesa di Costantino I.